# Hypnum nipponense
Hypnum nipponense là một loài Rêu trong họ Hypnaceae. Loài này được (Besch.) Schimp. mô tả khoa học đầu tiên năm 1894.